# Малыгин, Юрий Николаевич
Юрий Николаевич Малыгин (3 октября 1929, Тростянко, Средне-Волжская область, РСФСР, СССР — 6 марта 2009, Нижний Тагил, Свердловская область, Россия) — советский инженер-металлург. Руководитель разработок для нужд космической отрасли. Лауреат премии Совета Министров СССР (1982).

## Биография
Окончил Уральский политехнический институт (1952) по специальности инженер-металлург.
С 1952 г. работал на Уралвагонзаводе: инженер, старший инженер, начальник центральной заводской лаборатории, главный металлург, заместитель главного инженера по новой технике, с 1979 по 1986 г. — главный инженер объединения.
Под его руководством разработаны и внедрены в производство технологии теплозащитных и лакокрасочных покрытий, точного литья по выплавляемым моделям.
Проводил научно-исследовательские работы в области термической обработки деталей из различных сплавов с целью увеличения их прочности и износостойкости.
Автор 19 изобретений.
Заслуженный машиностроитель РСФСР (1989).
Скончался 6 марта 2009 года в Нижнем Тагиле. Похоронен на кладбище «Пихтовые горы».

## Награды
- Награждён орденом Трудового Красного Знамени (1976), медалями «За трудовое отличие» (1969), им. Ю. А. Гагарина (1984)

- Лауреат премии Совета Министров СССР (1982).